# Gebetsfleck

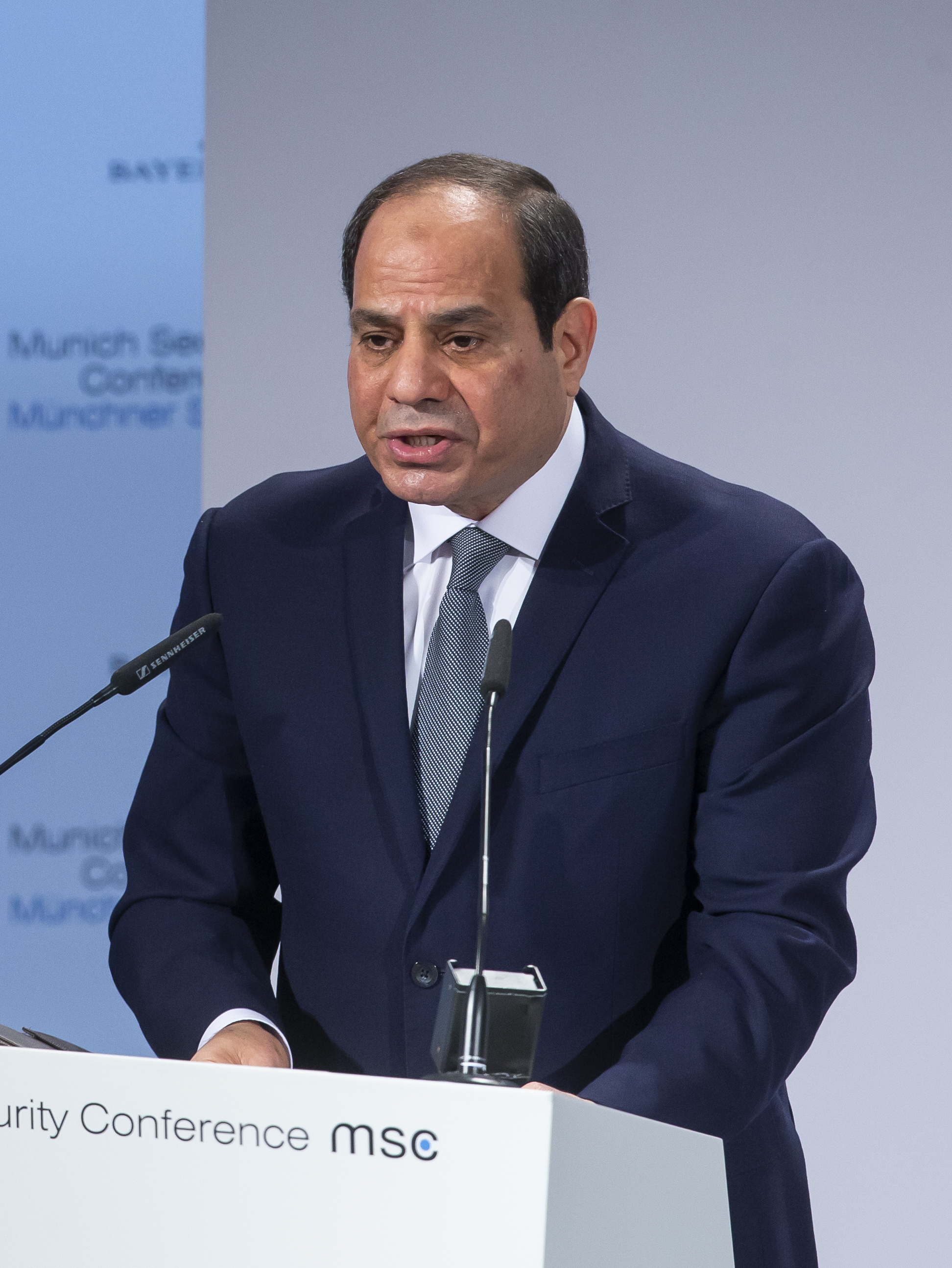
Der ägyptische Präsident Abd al-Fattah as-Sisi mit sichtbarem Gebetsfleck auf der Stirn

Der Gebetsfleck (auch Zabiba Ägyptisch-Arabisch زبيبة / Zabība, Zibība / ‚Rosine‘) ist eine kreisförmige, dunkelbraune bis schwarze Farbveränderung und Verhornung der oberen Hautschicht auf der Stirnmitte von Muslimen unterhalb des Haaransatzes. Dieser Fleck kann durch die wiederholte Niederwerfung und Berührung des Bodens mit der Stirn während des islamischen Ritualgebets entstehen.
Verbreitet ist der Gebetsfleck in allen islamischen Ländern, vor allem jedoch in Ägypten. In Marokko nennt man dieses Zeichen Ghurra („schönes Zeichen“; eigentlich: weißer Stirnfleck bei Pferden); eine weitere Bedeutung des Wortes ist „Gesichtsblesse“, hervorgerufen durch das Verrichten von Gebeten in der Nacht, oder durch die gründliche Ausführung der rituellen Waschung vor dem Gebet.

## Die Ursprünge: Koran und Hadith
Von einem Zeichen auf der Stirn ist bereits im Koran die Rede:

„Mohammed ist der Gesandte Gottes. Und diejenigen, die mit ihm (gläubig) sind, sind den Ungläubigen gegenüber heftig, unter sich aber mitfühlend. Du siehst, daß sie sich verneigen und niederwerfen im Verlangen danach, daß Gott ihnen Gunst erweisen und Wohlgefallen (an ihnen) haben möge. Es steht ihnen auf der Stirn geschrieben, daß sie sich (im Gebet oft) niederwerfen (w. Ihr Zeichen in ihrem Gesicht ist eine Folge der Niederwerfung, oder: Ihr Zeichen in ihrem Gesicht ist eine Folge der Niederwerfung“

Dieses Zeichen als Folge der Niederwerfung heißt im koranischen Sprachgebrauch sīmā, in der außerkoranischen Literatur auch: sīmāʾ mit auslautendem Hamza. Das Wort wird im allgemeinen Sinne als „Zeichen“, „Kennzeichen“, „Ausdruck“ verwendet. So lässt man Mohammed vom „Kennzeichen meiner Gemeinde“ (sīmā ummatī) aber auch vom „Kennzeichen der Heuchler“ (sīmā al-munāfiqīn) sprechen, die man an ihrem jeweiligen „Zeichen“ erkennt.

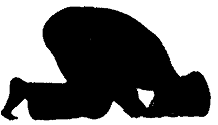
Gebetshaltung, bei der die Stirn den Boden berührt

Über die Auslegung der Koranstelle: „Ihr Zeichen in ihrem Gesicht ist eine Folge der Niederwerfung“ liefert die Koranexegese kontroverse Ansichten. Im Jenseits erkennt man den Muslim an diesem Zeichen; ihr Antlitz erstrahlt am Tag der Auferstehung weiß, oder es erstrahlt im hellen Licht. Man lässt ʿAbdallāh ibn ʿAbbās, eine der ältesten Autoritäten auf dem Gebiet der Koranexegese sprechen:„wahrhaftig, es ist nicht das (Zeichen), was ihr seht! Vielmehr ist es das Zeichen des Islam (der Gottergebenheit): Demut.“ Andere fügen hinzu: „Demut und Bescheidenheit.“ Der frühe Koranexeget Mudschāhid ibn Dschabr († 722) aus Mekka spricht ebenfalls vom Zeichen der Demut, fügt aber hinzu: „es kann zwischen seinen (des Muslims) Augen sein, (in der Form), wie das Knie der Ziege. Ein Zeichen, wie es Gott will.“ Bei dem andalusischen Koranexegeten al-Qurtubī († 1272) steht ergänzend:„Dieser (Mensch) ist härter (in seinem Herzen) als Stein.“ Man interpretiert dieses Zeichen auch als Spuren von Staub. Im Allgemeinen ist man der Ansicht, wie etwa at-Tabari in der Zusammenfassung der von ihm referierten Interpretationen, dass an der fraglichen Koranstelle Gesichtblesse (ghurrat al-waǧh) gemeint sei.

## Kritiker und Befürworter
Der syrisch-arabische Schriftsteller Rafik Schami schreibt in seinem 2019 erschienenen Roman Die geheime Mission des Kardinals das Folgende: „Es war eine Mode unter den Männern, die um die Jahrtausendwende in Syrien aufgekommen war. Häufig wurde dieser Fleck mittels einer Bräunungscreme oder frischer Walnussschalen hergestellt. Der Fleck sollte Gebetseifer andeuten.“
„Gewisse Leute, die gern als fromm gelten wollen, bevorzugen zur Niederwerfung die bloße Erde und tragen dann nachher den Staub, der ihnen dabei an der Stirn hängen bleibt, als äußeres Zeichen ihres Gotteseifers mit sich herum.“ – Rudi Paret
„Die Anwesenheit solcher Prosternationsmale waren natürlich als Bekundungen frommer Werkheiligkeit geschätzt...In manchen islamischen Kreisen legt man Gewicht darauf, wenn auch nicht durch ein dauerndes Suǧūdmal, so doch wenigstens durch zeitweilige Konservierung des Staubes an der Stirn, einen Tag lang dies Zeichen der vollzogenen Prostration zu bewahren.“
Einige Berichte in der Hadith-Literatur bestätigen, dass der Gebetsfleck auf der Stirn, als sichtbares Zeichen der Niederwerfung beim Gebet, schon in der Frühzeit des Islam der Kritik von Zeitgenossen ausgesetzt war.
- Der schāfiʿitische Traditionarier und Jurist al-Baihaqī (gest. 1066)[12] berichtet in seiner umfangreichen Traditionssammlung, dass as-Sāʾib ibn Yazīd (gest. gegen 709), der im Todesjahr Mohammeds erst sieben Jahre alt war,[13] den Gebetsfleck mit folgenden Worten kritisiert haben soll: „dieser (Mensch) hat sein Gesicht entstellt. Bei Gott, das ist nicht das Zeichen (sīmāʾ), das Gott (im Koran) genannt hatte. Achtzig Jahre lang habe ich mich beim Gebet niedergeworfen und habe (doch) kein Zeichen der Niederwerfung zwischen meinen Augen.“[14]
- Der Traditionarier Ibn Abī Schaiba (geb. 775; gest. 849), aus Kufa,[15] eine wichtige Quelle für die Verfasser der kanonischen Hadithsammlungen, hat mehrere Traditionen für und gegen den Gebetsfleck in der Überlieferung der Prophetengefährten zusammengestellt. Eine Frau, die zwischen den Augen ein Zeichen hatte, das wie das Knie des Schafes aussah,[16] ermahnte man wie folgt: „Wahrhaftig! Es wäre für dich besser, wenn du es zwischen deinen Augen nicht hättest!“[17]
- Im Umkreis von Maimūna bint al-Ḥārith († 681), der letzten Ehefrau des Propheten,[18] beschwerte man sich über einen Mann, der gerade dabei war, seine Stirn mit Sand einzuritzen, „um die Spuren der Niederwerfung zu verstärken“.[19]
- In einem der ältesten Korankommentare, im Tafsir des ägyptischen Gelehrten Abd ʿAbdallāh ibn Wahb (743–812), der heute schriftlich überliefert erhalten ist, berichten Traditionarier in Medina, dass Ibn ʿUmar († 693),[20] der Sohn des Kalifen Umar ibn al-Chattab, einen Bekannten nach dessen langjähriger Abwesenheit mit einem schwarzen Gebetsfleck auf der Stirn wieder traf und ihn deshalb mit den Worten ignorierte: „ich habe den Gesandten Gottes, Abu Bakr, Umar und Uthman begleitet. Siehst du hier etwas?“ – „und er zeigte dabei auf seine Stirn“.[21]
- Ibn ʿUmar soll jemanden, der sich beim Niederwerfen mit dem Kopf abstützte und seine Stirn dabei gegen die Erde drückte, ermahnt haben:„das gute Aussehen eines Mannes ist sein Gesicht; entstelle also dein Aussehen nicht!“[22]
- Der gegen 977 verstorbene Geograph Ibn Hauqal berichtet, dass man in den Festungen bei dem damals muslimischen Palermo „schlechtes Gesindel“ antrifft, das sich betrügerischerweise Prostrationsmale anbringt.[23]
- Der Dichter Mūsā b. Yasār, der in der Umayyadenzeit für seine Liebespoesie bekannt war,[24] warnte in einer Verszeile davor, sich durch ein solches Mal, hier saǧda (Niederwerfung) „zwischen den Augen“ genannt, bei Dichtern und Sängern beirren zu lassen. Die islamische Literatur ist reich an Anekdoten darüber, wie Heuchler solche Male sich beigebracht haben, um dadurch ihre Frömmigkeit vorzutäuschen.[25]

In den Gelehrtenbiographien, spätestens seit Muhammad ibn Saʿd (gest. 845 in Bagdad), erwähnt man, wenn eine Person „zwischen den Augen (Stirn) das Zeichen der Niederwerfung“ hatte. Der Dichter Abū Dulāma (gest. gegen 778), der Sohn eines freigelassenen Sklaven und Hofdichter unter den Umayyaden und Abbasiden, rühmt sich in einer Verszeile, dass seine Stirn durch die Niederwerfungen beim Gebet verwundet ist.
Die Anhänger von Ali ibn Abi Talib sollen nicht nur auf ihren Stirnen, sondern auch auf ihren Nasen das Zeichen der Niederwerfung gehabt haben. Abān ibn ʿUthmān (gest. zwischen 714 und 723), Gouverneur von Medina, Sohn des Kalifen ʿUthmān, soll einen kleinen Gebetsfleck gehabt haben. Für einen besonders großen Gebetsfleck soll Abdallah ibn az-Zubair († 692), der „Gegenkalif“ unter den Umayyaden, bekannt gewesen sein.„Zwischen seinen Augen war das (Zeichen) der Niederwerfung (suǧūd - im Gebet)“ zu sehen. Auch bekannte Gelehrte aus der Zeit der Umayyaden haben Gebetsflecke gehabt: az-Zuhrī (gest. 742), eine der wichtigsten Autoritäten auf dem Gebiet der Prophetenbiographie und Ṭāʾūs ibn Kaisān (gest. 724), bedeutender Vertreter der islamischen Jurisprudenz aus dem Jemen mit Wirkungskreis Mekka, den man nach seinem Tode als Lokalheiligen in der Not anzurufen pflegte (mustaǧāb ad-daʿwa). In der biographischen Literatur wird bei der äußeren Beschreibung von Personen aus verschiedenen Epochen oft auf ihren Gebetsfleck (aṯar as-suǧūd; d. i. die Spur der Prostration) „zwischen den Augen“ hingewiesen.

## Galerie
Bilder von Männern mit Gebetsfleck:

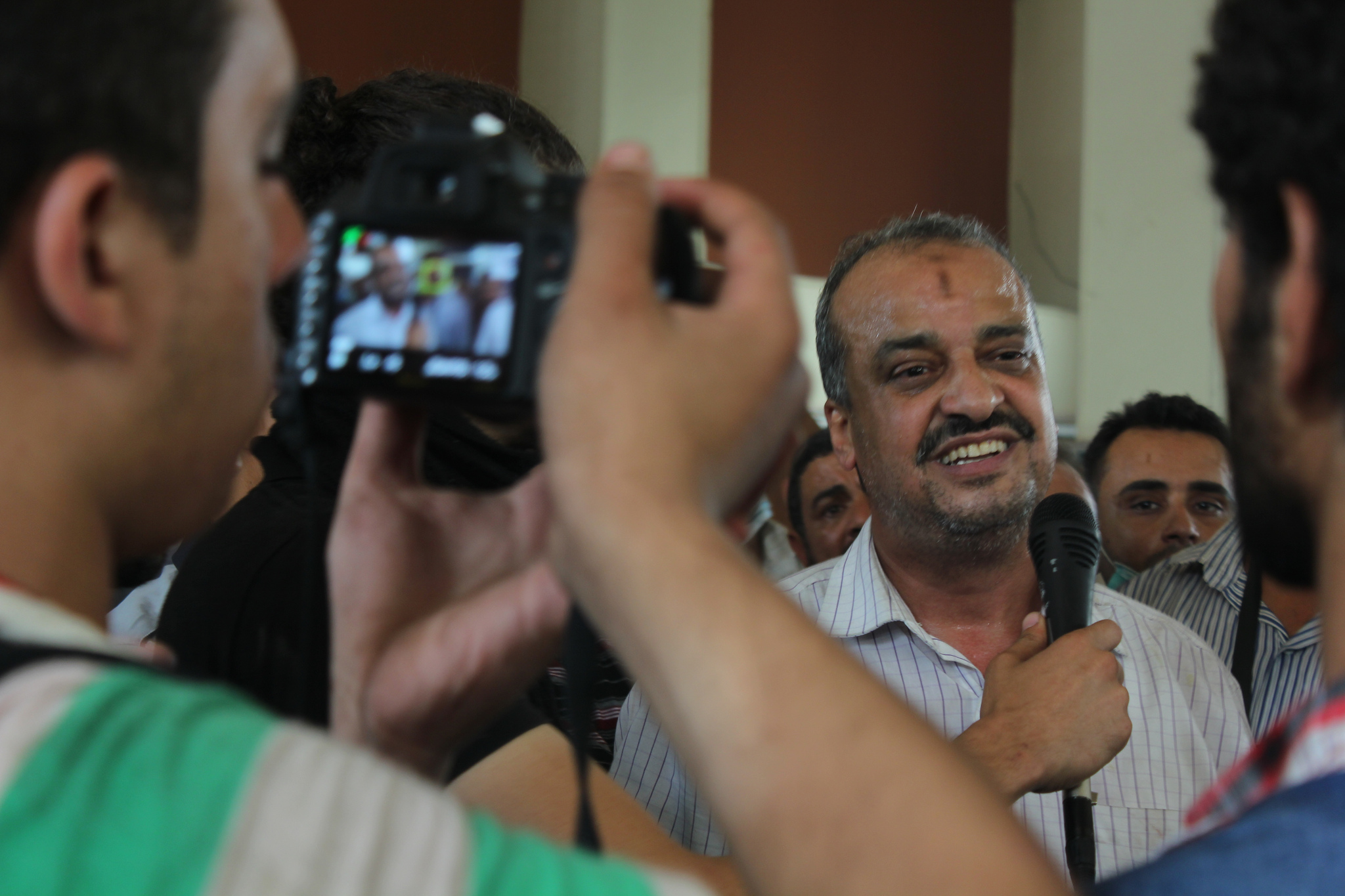
Mohammed al-Beltagi (* 1963), ägyptischer Politiker der Muslimbruderschaft
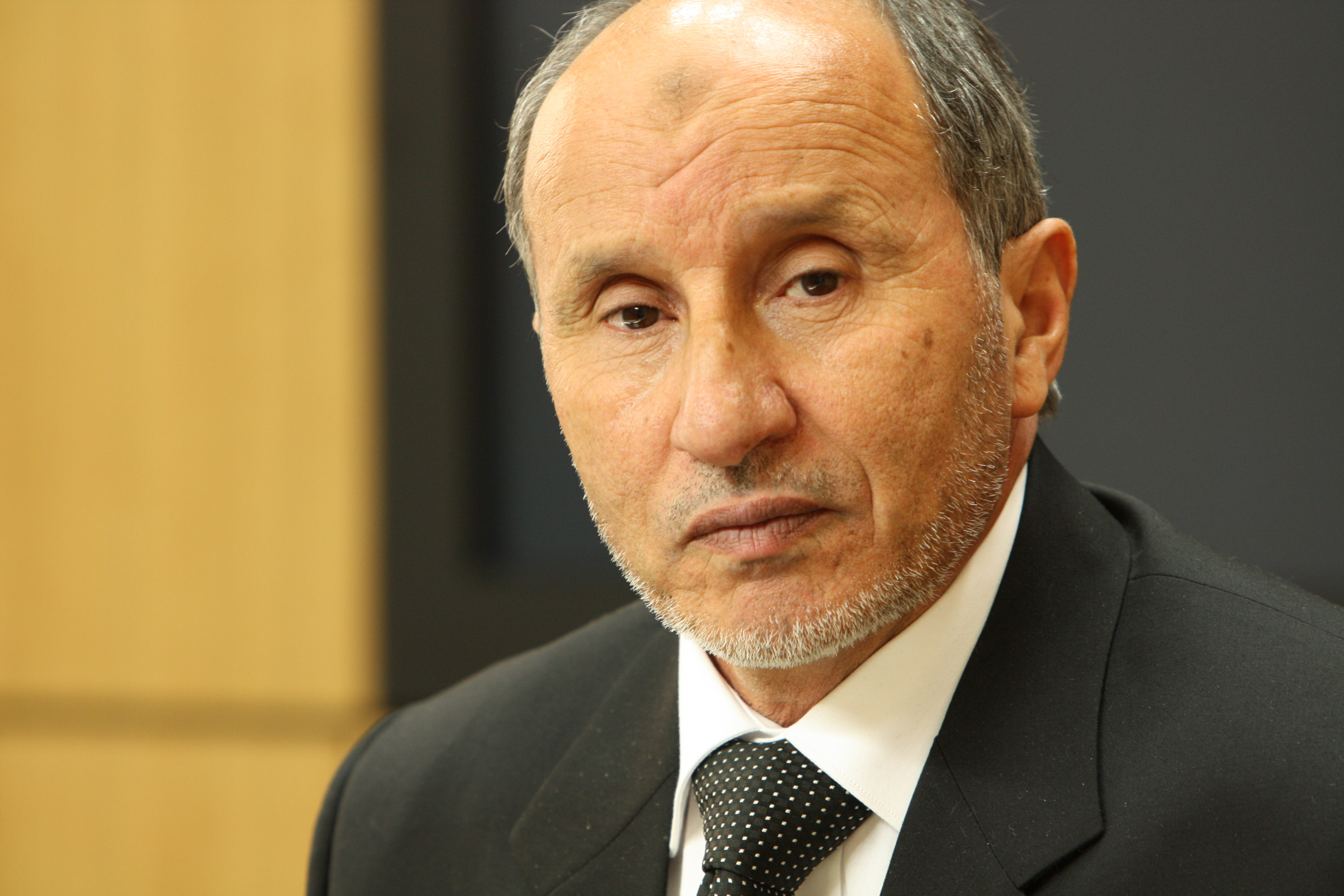
Mustafa Abd al-Dschalil
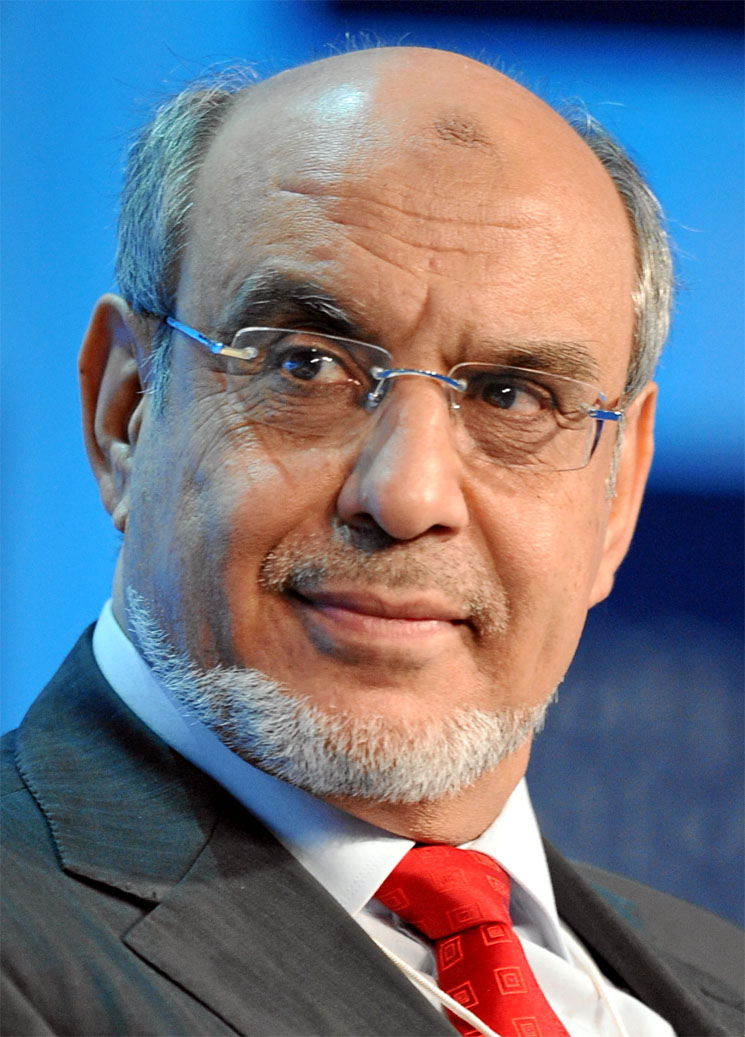
Hamadi Jebali